# Smoke Gets in Your Eyes
Smoke Gets in Your Eyes est une chanson composée par Jerome Kern et écrite par Otto Harbach pour leur opérette de 1933 Roberta. Elle fut interprétée par Irene Dunne dans l'adaptation cinématographique de Roberta en 1935, où elle jouait aux côtés de Fred Astaire, Ginger Rogers et Randolph Scott.
La chanson a été reprise par de nombreux artistes, parmi lesquels on peut citer Gertrude Niesen en 1933, Paul Whiteman et son orchestre, Bob Lawrence en 1934, Nat King Cole en 1946, Harry Belafonte, ou Serge Gainsbourg sur l'album Rock Around the Bunker en 1975. La version la plus célèbre est sans doute l'enregistrement de 1958 par The Platters, qui fut numéro un au Billboard Hot 100 en 1959. C'est également un des standards préférés de Thelonious Monk.
Smoke Gets in Your Eyes est aussi le nom du premier épisode de la série américaine Mad Men.